# Margarethe Geiger

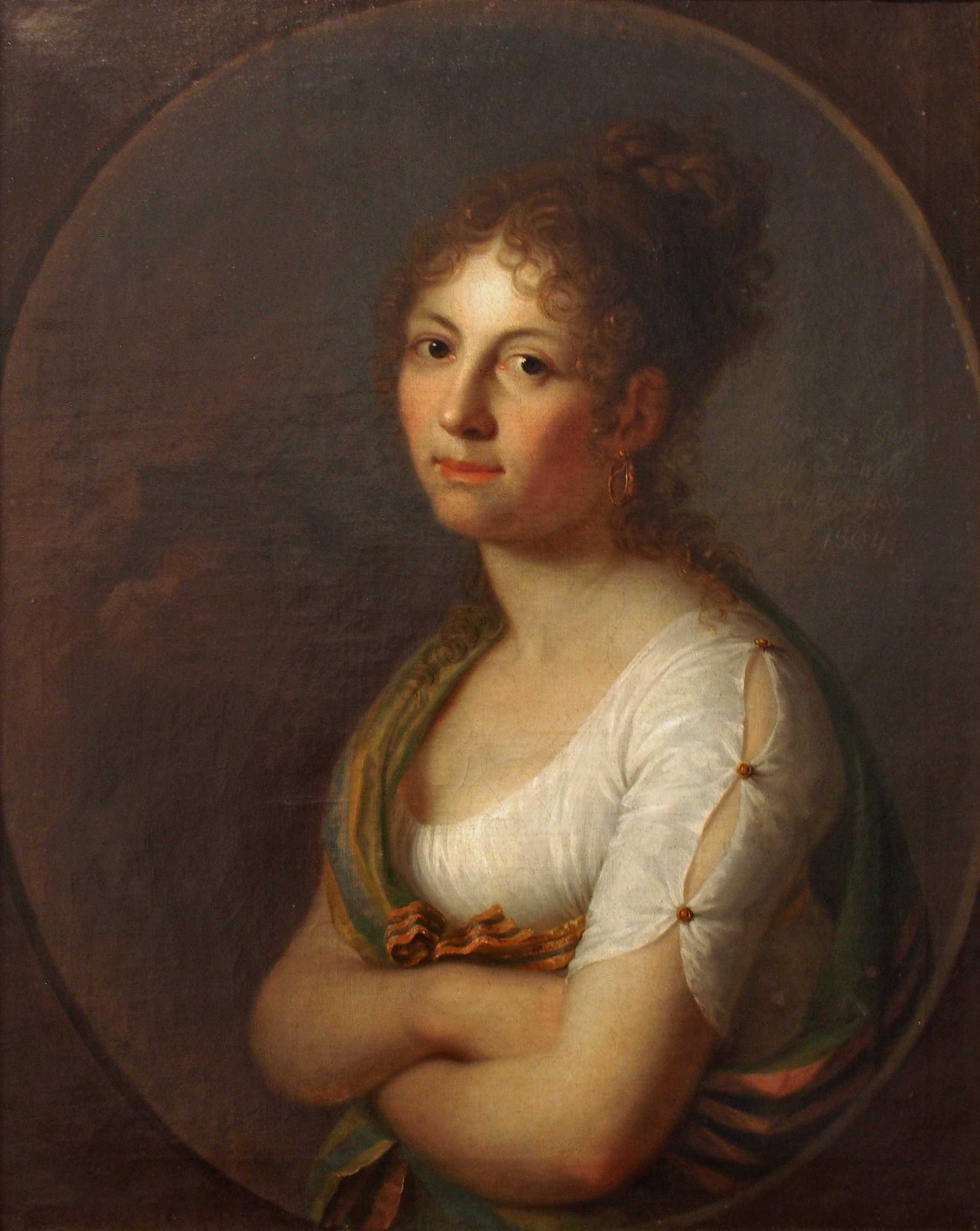
Margarethe Geiger, Selbstporträt (1804)

Margarethe Geiger (* 24. Mai 1783 in Schweinfurt; † 4. September 1809 in Wien) war eine Malerin, Zeichnerin und Grafikerin.

## Leben
Margarethe Geiger kam aus einer Künstlerfamilie und erhielt ihre erste Ausbildung traditionsgemäß in der Werkstatt ihres Vaters Conrad Geiger (1751–1808), der ein anerkannter Porträtmaler war. Sie half dem Vater, auch das war üblich, bei der Ausführung von Aufträgen. Dies wird durch ein gemeinsam signiertes Werk aus dem Jahr 1804 belegt. Ihr selbsterwähltes Vorbild war jedoch die Malerin Angelika Kauffmann, in deren klassizistischem Stil sie ein Selbstporträt gemalt hat, welches das Mainfränkische Museum in Würzburg besitzt.
Auf der Grundlage von Johann Kaspar Bundschuhs Werk Die Kleidertracht unter dem Landvolke des Schweinfurter Gaues aus den Jahren 1796/97 schuf Geiger eigene Grafikserien, mit denen sie eine Tradition der Darstellung fränkischer Tracht begründete. Die ersten Werke zeigen Trachtenbeispiele an Paaren. Die 1803 entstandene Serie stellt jedoch Einzelfiguren in Tracht dar. Dabei bezog die Künstlerin deren natürlichen Lebensraum mit ein. Dieser bestand zum Teil aus der detailgetreuen Wiedergabe von Land- und Ortschaften der heimatlichen Umgebung, zum Teil wurde er aber auch von Stichvorlagen übernommen. Als Modell diente oft die Schwester der Künstlerin, Katharina Geiger, die ebenfalls im Familienbetrieb künstlerisch mitarbeitete.
Während ihrer weiteren Ausbildung bei dem Hofmaler Christoph Fesel in Würzburg setzte sie die Arbeit an den Trachtenbildern fort. Diese wurden dem ab 1805 erschienenen Reiseführer „Würzburg“ beigebunden. In Wien gab Artaria 1808 eine Serie von zwölf Blättern mit Costumes im Würzburgischen von Geiger heraus, die ein großer Erfolg wurde und als Vorlage für weitere Ausgaben diente. Hierbei stammten aber nur die Figurinen von Geiger, während der Verlag den Hintergrund hinzufügte.
Margarethe Geiger war auch im Porträtfach erfolgreich. Zu dem 1804 entstandenen Selbstbildnis im Mainfränkischen Museum Würzburg schrieb Theodor Henner, dass die Künstlerin auf dem besten Wege sei, „eine zweite Angelica Kauffmann“ (sic) zu werden.
1806 ließ sich Geiger in München nieder, wo sie sich schon bald erstaunlich selbstsicher in der Münchner „Kunstszene“ bewegte. Der Porträtmaler Moritz Kellerhoven und der Maler Johann Christian von Mannlich, Leiter der königlichen Gemäldesammlung, förderten ihr Talent nach Kräften. 1807 erlangte sie durch die Kopie des Doppelporträts des Königspaares nach Moritz Kellerhoven die Gunst Maximilians I. Joseph. Dieser sagte ihr ein monatliches Stipendium über 30 Gulden zu. Von Geldsorgen befreit, wandte sie sich weiteren Studien im Antikensaal bei dem Maler Andreas Seidl zu. In dieser Zeit war sie eng befreundet mit Sophie Reinhard, der späteren Hofmalerin in Karlsruhe, und mit dem später als Schlachtenmaler bekannten Albrecht Adam.
Mitte 1808 siedelte Geiger zusammen mit Sophie Reinhard nach Wien über, wo sie bei ihrem Onkel lebte. Da ihnen die Akademie nicht offenstand, mussten sich Geiger und Reinhard mit der Füger’schen Hausakademie begnügen. Enttäuscht notiert Geiger nach einem Besuch in der Wiener Akademie: „Wie gerne hätte ich mich hingesetzt in das Zimmer der Handzeichnungen, wenn ich nur Hosen angehabt hätte!“ Aus der Wiener Zeit ist bislang kein Bild bekannt. Aus ihren Notizen geht hervor, dass sie sich mit Historienmalerei biblischer Motive beschäftigte, was ihren Ehrgeiz, zu höheren Ehren zu gelangen, belegt. Der Historienmalerei wurde in Kunstkreisen der unumschränkte erste Platz in der Hierarchie der Genres eingeräumt.
Im Frühjahr 1809 erlebte sie die Belagerung Wiens durch französische Truppen im Fünften Koalitionskrieg, die sie sehr erschütterte. Am 12. Mai 1809 schrieb sie ihrer Mutter in der Annahme, dass sie die Nacht nicht überleben würde: „Nachts von halb zehn bis ein Uhr wurden wir mit Granaten und Kanonen von den Franzosen beschossen, daß es an 8 Orten zugleich brannte. Diese Nacht soll es noch ärger werden... Ich bin bereit, mit meinem Onkel zu sterben.“
Margarethe Geiger konnte ihr großes Talent nicht weiterentwickeln, sie starb mit nur 26 Jahren an Typhus am 4. September 1809 in Wien, zwei Jahre nach ihrem Vorbild Angelika Kauffmann.